# Karl von Jan
Karl von Jan, né le 22 mai 1836 à Schweinfurt et mort le 4 septembre 1899 à Adelboden, est un musicographe allemand.

## Biographie
Karl von Jan obtient son doctorat à Berlin en 1859 avec la thèse De fidibus Graecorum. Il publie plusieurs essais sur la musique grecque antique. En 1895, il publie son œuvre majeure sur les musicographes grecs : Musici scriptores graeci Aristoteles, Euclides, Bacchius, Cleonides, Nichomachus, Gaudentius, Alypius contenant l'appendice Melodiarum reliquae. Cet appendice contient toute la musique vocale connue à ce jour et il existe également une édition séparée augmentée et révisée datant de 1899.